# (19574) Davidedwards
(19574) Davidedwards (1999 LQ21) – planetoida z grupy pasa głównego asteroid okrążająca Słońce w ciągu 3,38 lat w średniej odległości 2,25 j.a. Odkryta 9 czerwca 1999 roku.